# Adolphe Nourrit
Adolphe Nourrit (ur. 3 marca 1802 w Montpellier, zm. 8 marca 1839 w Neapolu) – francuski śpiewak klasyczny, tenor.
Nourrit był synem innego znanego śpiewaka, Louisa Nourrita, kształcił się jednak bez wiedzy ojca i zadebiutował w roku 1821. Swojego ojca zastąpił zaś w paryskiej Operze w roku 1825. Śpiewał we wszystkich ważniejszych prawykonaniach oper Gioacchina Rossiniego, Daniela François Esprita Aubera, Jacques'a François Élie Fromentala Halévy'ego oraz Giacoma Meyerbeera.
Rossini specjalnie dla niego napisał partię Néoclesa w Oblężeniu Koryntu, a Halévy rolę Eleazara w Żydówce. Śpiewak występował również w Wilhelmie Tellu podczas światowej prapremiery tej opery. W 1838 roku Donizetti skomponował operę Poliuto, której partia tytułowa była przeznaczona dla Nourrita; do wykonania jej jednak nie doszło, bowiem król Ferdynand II zakazał wystawienia utworu uznając go za bluźnierczy.
Był szczególnie ceniony ze względu na dramatyzm, kunszt wokalny, muzykalność i sceniczną inteligencję. Należał do ważniejszych ludzi opery swoich czasów, toteż gdy kierownictwo Opery zatrudniło w 1837 roku Gilberta Dupreza, poczuł się tym ciężko obrażony. Opuścił Paryż i wybrał się na tournée po Belgii, południowej Francji i Włoszech, gdzie w Neapolu popełnił samobójstwo.